# Консорціум штрих-коду життя
Консорціум штрих-коду життя (Consortium for the Barcode of Life, CBOL) — міжнародна ініціатива, спрямованою на підтримку розробки штрих-кодування ДНК як глобального стандарту ідентифікації видів. Офіс Секретаріату CBOL знаходиться в Національному музеї природної історії Смітсонівського інституту у Вашингтоні (США). Штрих-кодування було запропоновано в 2003 році професором Полом Гебертом з Гвельфського університету в Онтаріо як спосіб розрізнення та ідентифікації видів із короткою стандартизованою послідовністю генів. Геберт запропонував 658 основ області Фолмера мітохондріального гена цитохром-С-оксидази-1 як стандартну область штрих-коду. Геберт був директором Інституту біорізноманіття Онтаріо, Канадського центру штрих-кодування ДНК та Міжнародного проекту штрих-кодів життя (iBOL), усі штаб-квартири яких розташовані у Гвельфському університеті. Штрих-код системи даних про життя (BOLD) також знаходиться в Університеті Гвельфа.
CBOL було створено в травні 2004 року за підтримки Фонду Альфреда П. Слоуна. Відтоді понад 200 організацій з більш ніж 50 країн приєдналися до CBOL і погодилися розмістити дані своїх штрих-кодів у загальнодоступній базі даних. CBOL просуває штрих-кодування ДНК через семінари, робочі групи, міжнародні конференції, зустрічі з країнами, що розвиваються, зустрічі з планування проєктів штрих-кодування та випуск матеріалів для підвищення обізнаності щодо штрих-кодування. Робоча група бази даних CBOL розробила стандарт даних, який схвалили GenBank, Європейський інститут біоінформатики та Банк даних ДНК Японії. Робоча група CBOL Plant Working Group запропонувала matK і rbcL як стандартні регіони штрих-кодів для наземних рослин; CBOL схвалив цю пропозицію наприкінці 2005 року. Fungal Working Group визначила ITS як найкращу область штрих-коду для грибів, а Protist Working Group CBOL аналізує регіони-кандидати для груп протистів. CBOL допоміг спланувати та запустити глобальні кампанії зі штрих-кодування всіх видів риб і птахів, а також соціально-економічно важливих груп безхребетних.
Одним із головних внесків CBOL в успіх штрихового кодування стала його робота з урядовими установами та міжнародними організаціями (CITES, Конвенція про біологічне різноманіття, Продовольча та сільськогосподарська організація), які могли б отримати користь від штрихового кодування.